# 拉若
拉若（法語：Lajo，法語發音：[laʒo]）是法国洛泽尔省的一个市镇，属于芒德区。

## 地理
拉若（44°50'15"N, 3°25'36"E）面积18.58 平方千米，位于法国奧克西塔尼大區洛泽尔省，该省份为法国南部内陆省份，北起上盧瓦爾省和康塔爾省，西接阿韦龙省，南至加尔省，东临阿尔代什省。
与拉若接壤的市镇（或旧市镇、城区）包括：勒马尔济约福兰、沙纳莱耶、圣厄拉利、利马尼奥勒河畔圣阿尔邦。

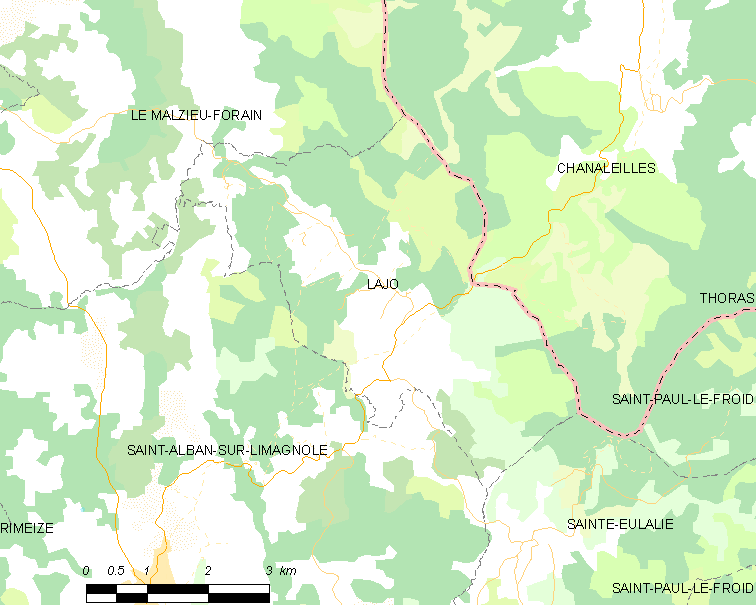
拉若的OSM定位图

拉若的时区为UTC+01:00、UTC+02:00（夏令时）。

## 行政
拉若的邮政编码为48120，INSEE市镇编码为48079。

## 政治
拉若所属的省级选区为利马尼奥勒河畔圣阿尔邦县。

## 人口

1962-2008年间拉若人口变化图示

拉若于2022年1月1日时的人口数量为117人。